# Renato Maurício Prado
Renato Maurício do Prado Silva (Rio de Janeiro) é um jornalista esportivo brasileiro.

## Biografia
Foi comentarista no canal por assinatura FOX Sports, no qual deixou em 22 de agosto de 2016 e escreve uma coluna de esportes, semanalmente no jornal do Brasil. Antes de ser contratado pelo FOX Sports, era comentarista no canal por assinatura SporTV, no qual participava dos programas Bem, Amigos!, Redação SporTV, e Troca de Passes. Fez ainda um comentário diário no programa CBN Esporte Clube, de Juca Kfouri, na CBN. Atualmente participa do Debate Bola, dentro do programa Globo Esportivo, apresentado por Luiz Penido e escreve coluna esportiva no UOL.
Foi o criador e fundador do jornal Extra, do Grupo Globo, dirigindo-o nos primeiros cinco anos de vida.
É autor de três livros de crônicas: Deixa Que Eu Chuto; Saibro, Suor e Glória e Deixa Que Eu Chuto 2, A Missão ISBN 8573164727.

## Polêmicas

### com Galvão Bueno
Em 1 de agosto de 2012, Renato Prado e o narrador de esportes Galvão Bueno discutiram durante o programa Conexão SporTV, que era transmitido ao vivo. A discussão começou quando Renato, em tom de brincadeira, pediu a Galvão Bueno que repetisse o que ele havia dito nos bastidores — que o Brasil só havia ganhado uma medalha de prata no vôlei nas Olimpíadas de 1984 por causa do boicote da então União Soviética e seus aliados aos jogos. Galvão Bueno não gostou da brincadeira e repreendeu Renato no ar, chamando-o de "deselegante". Renato se ofendeu e não quis apertar a mão do colega.
Renato acabou sendo afastado pela direção do programa, que era apresentado por Galvão Bueno, por ter se recusado a conversar com a direção para esclarecer o episódio. Renato exigiu um pedido de desculpas, mas não foi atendido. Após o episódio, o contrato de Renato com a SportTV, que já havia expirado, não foi renovado.
Em 1 de novembro de 2012, Renato foi contratado pelo canal  Fox Sports, três meses após seu desentendimento com Galvão Bueno, estreando em 5 de novembro. Ele deixou o canal em 22 de agosto de 2016.

### com Felipe Melo
Depois de, em junho de 2013, ser ofendido por Felipe Melo, volante do Galatasaray, via Twitter e Facebook, Prado, em agosto, entrou com uma ação contra o futebolista, exigindo reparação por danos morais. Renato perdeu a causa e teve o processo revertido contra si. O jornalista foi condenado a pagar uma indenização de R$ 3 mil ao jogador, além de mais R$ 5 mil em custas processuais e honorários advocatícios gastos pelo atleta da Inter de Milão.